# Heinrich Petersen-Flensburg

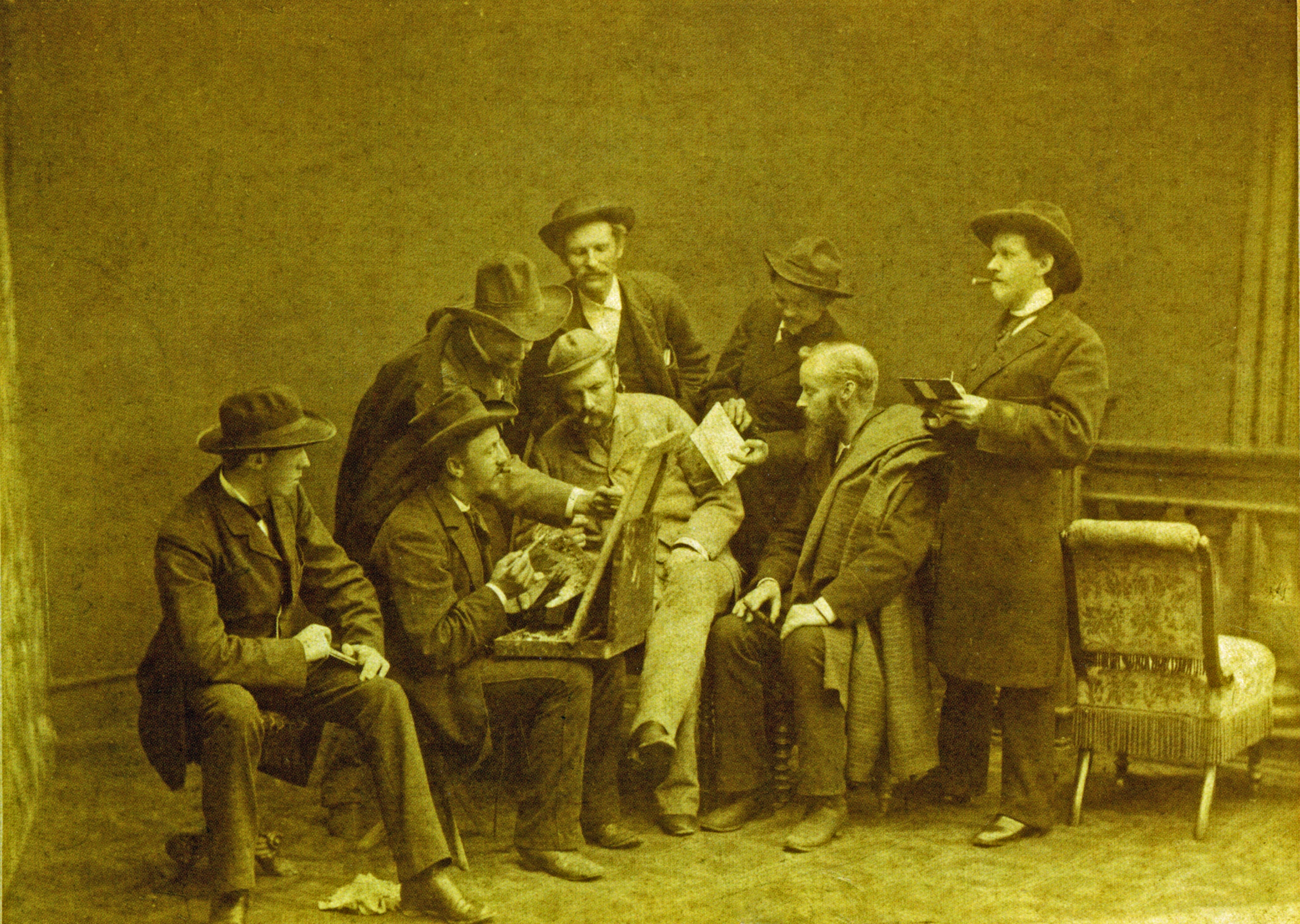
Maler der Künstlerkolonie Ekensund, 1882: Petersen-Flensburg (sitzend) als Erster von links

Heinrich Petersen-Flensburg (* 28. März 1861 in Aarhus, Dänemark; † 25. Mai 1908 in Kaiserswerth bei Düsseldorf) war ein deutscher Landschafts- und Marinemaler der Düsseldorfer Schule.

## Leben

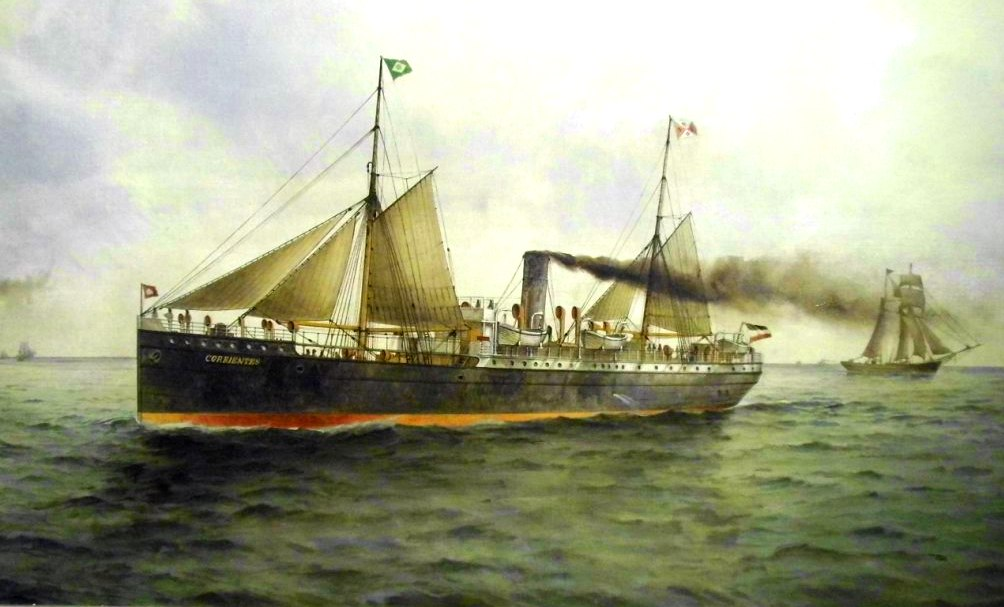
Die Corrientes

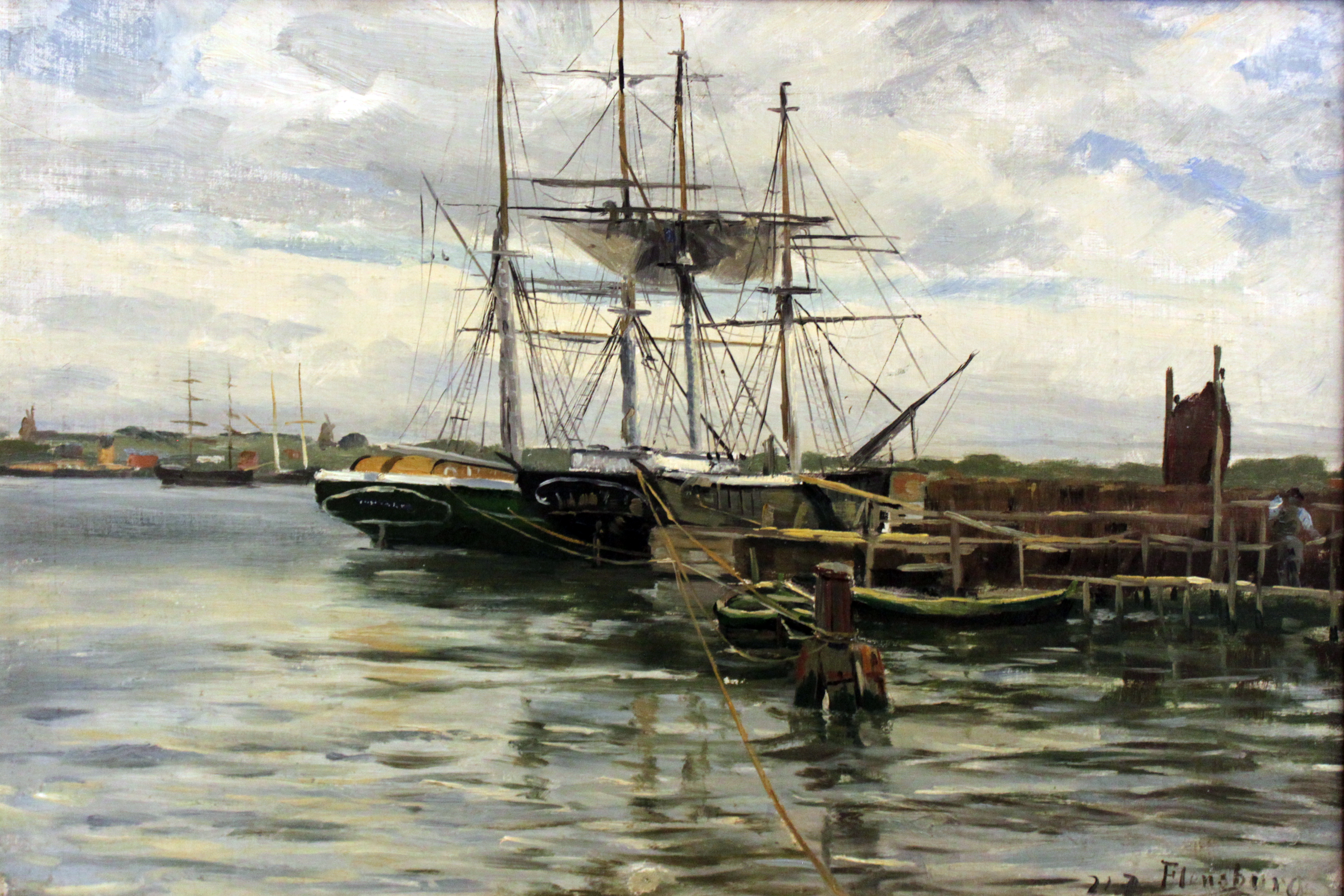
Im Flensburger Hafen, 1890, Museumsberg Flensburg

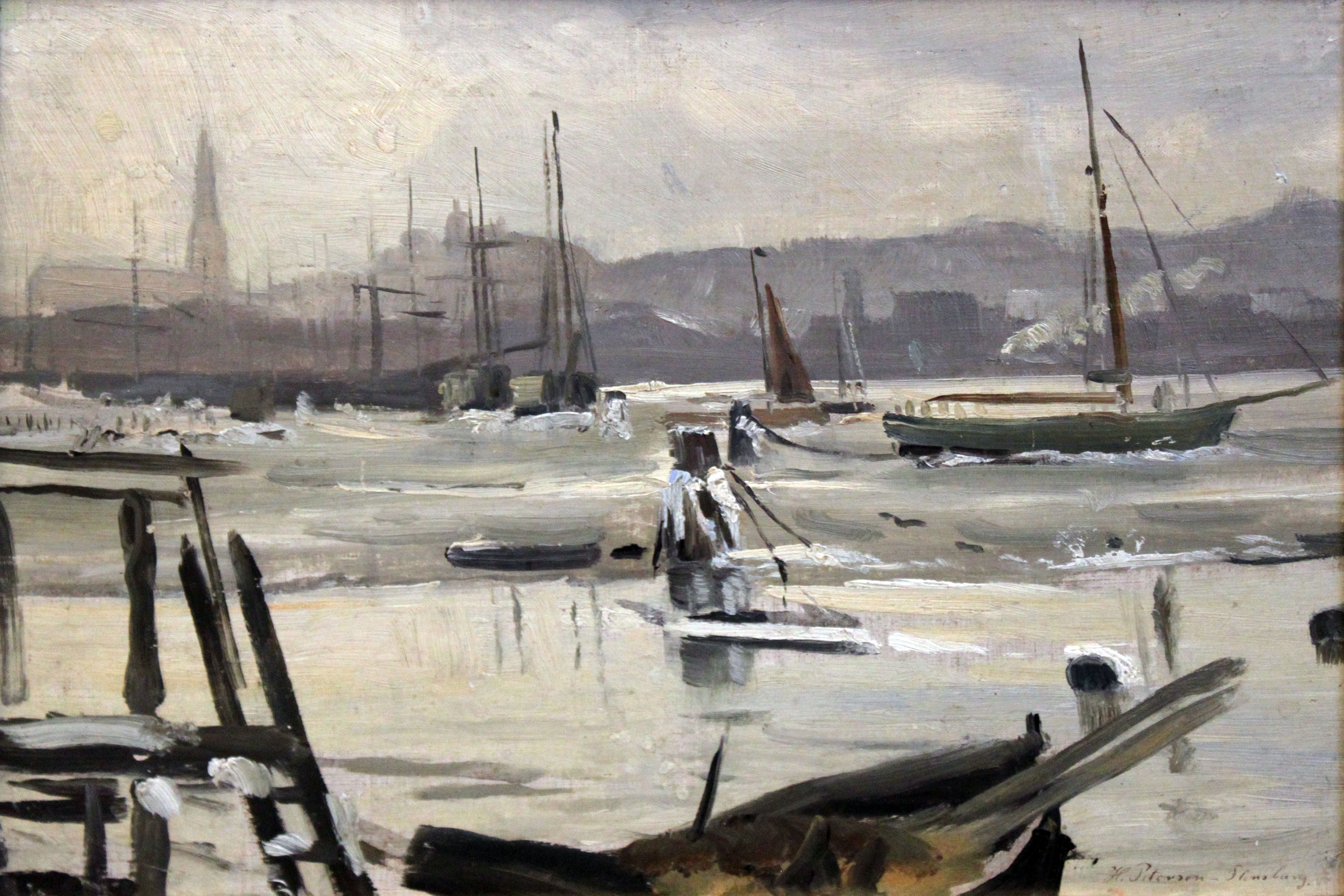
Winter im Flensburger Hafen, 1901, Museumsberg Flensburg

Im Zusammenhang mit dem Deutsch-Dänischen Krieg kam Heinrich Petersen 1864 mit seinen Eltern nach Holstein. 1867 ließen sie sich in Flensburg nieder, wo er die Schulzeit verbrachte und bei Jacob Nöbbe seinen ersten Kunstunterricht erhielt. 1879 besuchte er die Radierklasse von Carl Ernst Forberg und 1880 die Landschafterklasse von Eugen Dücker an der Kunstakademie Düsseldorf. 1880 wechselte er an die Großherzoglich-Sächsische Kunstschule Weimar und trat 1881 in die Landschafterklasse von Theodor Hagen ein. Bald kehrte er nach Düsseldorf zurück und setzte an der Königlich Preußischen Kunstakademie bei Dücker seine Studien bis 1883 fort. Als er dort in dieser Zeit dem Landschaftsmaler Heinrich Petersen-Angeln begegnete, begann er sich zur Unterscheidung Petersen-Flensburg zu nennen.
Wie sein Namensvetter gehörte er zum Düsseldorfer Künstlerverein Malkasten, zur Schleswig-Holsteinischen Kunstgenossenschaft und zum Kreis der Maler der Künstlerkolonie Ekensund. Von Düsseldorf und Kaiserswerth, wo er seinen Lebensmittelpunkt hatte, unternahm er zahlreiche Reisen in Europa: 1883 besuchte er die Insel Bornholm, 1884 Jütland. 1891 fuhr er nach England, 1891 und 1896 hielt er sich auf der Nordseeinsel Sylt auf, 1894 auf Wangerooge und Rügen. In den Jahren 1897 und 1898 bereiste er Italien und Spanien, 1902 war er in Norwegen. Weitere Reisen folgten 1906 und 1907. 1908 starb er 47-jährig in Kaiserswerth.